# Parachernes leleupi
Parachernes leleupi är en spindeldjursart som beskrevs av Beier 1977. Parachernes leleupi ingår i släktet Parachernes och familjen blindklokrypare. Inga underarter finns listade i Catalogue of Life.